# Кубок России по футболу

Кубок России перед суперфиналом 2025 года

Ку́бок Росси́и по футбо́лу — ежегодное соревнование для российских футбольных клубов, проводимое Российским футбольным союзом. В Кубке имеют право участвовать профессиональные футбольные клубы, а также любительские футбольные клубы из Третьего и Четвёртого дивизионов (с сезона 2022/23 — также медиа-команды). Победитель Кубка перед началом следующего сезона играет с чемпионом России в Суперкубке. До 2022 года обладатель Кубка России получал право выступить в Лиге Европы.

## История
Первым обладателем трофея России стало московское «Торпедо». Кубок России — переходящий приз. Взамен переходящего приза вручается его копия. В случае завоевания каким-либо клубом переходящего приза 3 раза подряд или 5 раз в общей сложности, приз остаётся в этом клубе навечно. Три раза подряд выиграть кубок пока не удавалось никому; наиболее близок к этому был «Локомотив», выигравший кубок в 1996 и 1997 годах и уступивший в финале 1998 года московскому «Спартаку». Первым пятикратным обладателем кубка стал в 2007 году московский «Локомотив», вторым — ЦСКА в 2009 году. При этом в 2007 году «Локомотив» уже имел у себя на вечном хранении кубок, выигранный в 2000-м и оставленный в клубе в связи с изготовлением новой чаши. Новый трофей был передан на вечное хранение в 2009 году ЦСКА.
Кубок был разработан в 2000 году по заказу Российского футбольного союза. Его хрустальная часть выполнена мастерами Гусевского хрустального завода по проекту главного художника Вячеслава Сергеевича Зайцева.
За два прошедших десятилетия хрустальный трофей немало претерпел и неоднократно реставрировался.
«Да, он часто ломается, — ещё в 2011 году рассказывал в интервью газете „Известия“ глава департамента РФС по проведению соревнований Сергей Куликов. — Только при мне пострадал несколько раз. Сначала от Дмитрия Лоськова (в 2007 году капитан „Локомотива“ поставил заполненный шампанским кубок на стол так, что он треснул). Помню, Андрей Соломатин оторвал трофею „ушко“. Один раз его уронили в раздевалке победителя — отломалась хрустальная „шишечка“. Так что травмы у кубка боевые. Он просто не приспособлен к такому обращению. Сделан в Гусь-Хрустальном, поэтому логично — из хрусталя. И с ним нужно обращаться осторожнее. Что касается ремонта, обычно он на совести клуба-обладателя».
В образцовой ООО «Гусевской Хрустальный завод им. Мальцова» хранится образец, сделанный в 2000 году.
Нынешний Кубок России по футболу изготовлен в 2010 году по заказу Российского футбольного союза. Кубок состоит из хрустальной чаши с серебряными ручками, основания и крышки из хрусталя. Общий вес награды — около 17 килограммов. Хрустальная часть изготовлена на Дятьковском хрустальном заводе, а серебряные элементы выполнены ювелирами компании «Город Н». В центре Кубка расположена эмблема РФС, а на ободке, опоясывающем верх чаши, выгравирован герб Российской Федерации. На серебряных пластинах в основании чаши гравируются названия клубов — обладателей этого почётного трофея. Как правило, кубок украшается тремя лентами цветов российского флага.

Победители Кубка России 2010—2014 годов

### Титульные спонсоры
- 1995/96 — Magna
- 1996/97 — 2000/01 — Mobil 1
- 2008/09 — 2009/10 — Rambler[6][7]
- 2011/12 — Pirelli[8]
- 2014/15 — Power Technologies[9]
- 2017/18 — 2019/20 — БК «Олимп»[10]
- 2020/21 — 2021/22 — БК «Бетсити»[11]
- с 2022/23 — БК «Фонбет»[12]

### Участники
В розыгрыше Кубка принимают участие все клубы Премьер-лиги, первого и второго дивизионов. Начиная с розыгрыша 2007/2008 к участию допускаются любительские команды третьего и четвёртого дивизионов, прошедшие процедуру лицензирования РФС.

## Система розыгрыша
Розыгрыш проводится по системе с выбыванием. Любительские клубы и клубы второго дивизиона (ПФЛ) вступают в розыгрыш со стадии 1/512, 1/256 или 1/128 финала в зависимости от количества команд в соответствующей зоне дивизиона, при этом для команд низших дивизионов при формировании пар в сетке турнира учитывается территориально-географический принцип. До сезона-2020/21 клубы первого дивизиона (ФНЛ) в большей части розыгрышей вступали в борьбу со стадии 1/32 финала, а Премьер-Лиги — со стадии 1/16 финала, проводя на этих стадиях матчи на полях соперника из более низкого дивизиона. Все стадии, за исключением некоторых розыгрышей, состоят из одного матча, хозяин поля определяется по разности выездов и приёмов в уже состоявшихся матчах (с 1/16 финала отсчёт производится заново), а при равенстве этого показателя — жребием. В случае ничейного исхода основного времени матча назначаются два дополнительных тайма по 15 минут, если и после них победитель не выявлен — пробивается серия послематчевых пенальти.
Финал Кубка, проводящийся в мае—июне, до 2008 года включительно игрался в Москве, а с 2009 года организаторы розыгрыша решили проводить его в разных городах.
Турнир проводится по схеме «осень—весна».

### С сезона 2020/21
В сезонах 2020/21 и 2021/22 участники еврокубков начинали борьбу за трофей с 1/8 финала, остальные команды Премьер-лиги — с так называемого элитного группового раунда, который состоял из групп (количество которых соответствовало числу не попавших в еврокубки команд премьер-лиги) по 3 команды в каждой — по одной от РПЛ, ФНЛ и ПФЛ. Отбор в элитный групповой раунд для команд ФНЛ и ПФЛ осуществляется раздельно. Победители однокруговых групповых турниров (матчи проводились на полях команд из более низкого дивизиона) выходили в 1/8 финала.
Один из вариантов завершения сезона-2019/20 (на фоне ситуации, сложившейся из-за пандемии коронавируса) предусматривал отсутствие кубковых матчей в сезоне-2020/21.
Принципиально новая схема розыгрыша действует в сезоне 2022/23.

### Особенности некоторых розыгрышей
- До 2012 года, когда чемпионат России проводился по схеме «весна—осень», матчи первых стадий проводились в марте — апреле, таким образом, последующий розыгрыш начинался ещё до окончания предыдущего и продолжался более года (однако, случаев, когда команде бы приходилось начинать выступление в новом розыгрыше кубка, не завершив выступления в предыдущем, не было). С переходом российских соревнований на схему «осень—весна», сроки проведения ранних стадий Кубка России значительно сократились, следствием чего стало сильное уплотнение календаря в начале сезона для продвигающихся по сетке кубка команд ПФЛ. Администрацией Профессиональной Футбольной лиги рассматривался вариант изменения формата турнира, который предусматривал введение группового этапа на начальной стадии турнира и перенос матчей ранних стадий кубка на весну[16].
- В 1992, 1993, 1996 и 1997 годах те новички высшей лиги, которые оказывались за чертой 16 лучших команд России по итогам турнирных таблиц высшей (без учёта вылетевших из неё клубов) и Первой лиг прошлого сезона (а в 1992 году — и Второй лиги, без учёта команд, которые по итогам сезона-1991 должны были вылететь из Первой лиги), начинали борьбу стадией раньше, чем остальные команды высшей лиги или с наиболее ранней стадии, с которой в соответствующих розыгрышах кубка вступали в борьбу команды Первой лиги. Клубы Первой лиги с сезона-1999/2000 стали вступать в борьбу с 1/32 финала, в предыдущих розыгрышах часть команд Первой лиги вступали в борьбу на более ранних стадиях. Только в первых трёх розыгрышах могли участвовать дублирующие составы клубов высшей лиги (так, в розыгрыше Кубка сезона-1992/93 московский «Спартак»-д дошёл до 1/16 финала), в дальнейшем право на участие в Кубке получили вторые команды (фарм-клубы) клубов высшей и первой лиг (например, «Зенит-2», «Арсенал-2», «Сибирь-2»), а затем, с сезона-2015/16 их участие оказалось под запретом.
- В сезоне-2002/03 на всех стадиях матчи проводились на полях команд, представляющих более низкий дивизион[17] (благодаря этому дошедший до финала и сменивший название с «Ростсельмаша» «Ростов» так и не сыграл ни одного матча на своём поле[18]), в случае ничейного исхода основного времени матча назначались два дополнительных тайма по 15 минут. При этом действовало правило «золотого гола»: команда, которая первая забивала гол, объявлялась победителем. В сезонах Кубка с 2003/2004 по 2006/2007 в стадиях с 1/16 финала по 1/2 финала (а в сезоне 2018/19 — в стадиях 1/4 и 1/2 финала) победители определялись в двухматчевом противостоянии (дома и в гостях), при этом действовало правило гостевого гола, при котором в случае равного счёта по итогам двух матчей в следующую стадию проходила команда, забившая больше голов на выезде. В сезоне-2007/08 начиная с 1/8 финала хозяин поля определялся жребием, а не разностью выездов и приёмов[19][20].
- В регламенте Кубка России сезона-2019/20[21] был оставлен вариант Кубка-2018/19 (про жеребьёвку хозяев полей в матчах 1/4 и 1/2 финала, хотя сдвоенные матчи убрали), и возникла коллизия по определению хозяина поля полуфинального матча между «Зенитом» и «Спартаком»: по принципу разности количества выездов и приёмов на предыдущих стадиях (применяемому в предыдущих розыгрышах; жеребьёвка же была предусмотрена в случае равенства разностей выездов и приёмов) хозяином поля должен являться «Зенит», однако было обнаружено, что этого принципа определения хозяев полей на стадиях 1/4 и 1/2 финала в регламенте-2019/20 нет (про жеребьёвку на стадии 1/8 финала же говорится, очевидно, в контексте её необходимости — при равенстве разности выездов и приёмов), в то же время в формировавшейся без жеребьёвки чертвертьфинальной паре «Химки» — «Торпедо» хозяева определялись[22] в соответствии с ним[23]. При этом в регламенте-2019/20 упоминается «совместная комиссия» (из представителей РФС, РПЛ, ФНЛ и ПФЛ и технического секретаря), которая уполномочена разрешать возникающие вопросы по организации и проведению матчей (в том числе — местам и сроках проведения игр)[24].
- В розыгрыше Кубка России 2015/16 по ходу турнира было внедрено проведение изначально не запланированных дополнительных матчей за выход в 1/32 финала среди четырёх команд, проигравших в 1/64 финала (было решено, что ими станут представители «кубковых линий» «Запад» и «Центр»), так как при уже свёрстанном варианте кубковой сетки количество команд — участниц стадии 1/32 финала оказалось меньше требуемого (30 вместо 32).

## Попадание в Лигу Европы
- Если обладателем Кубка России становится клуб, не получивший путёвку в еврокубки по итогам параллельно проходящего (до 2012 года — ранее проходившего) чемпионата России (последний прецедент — «Локомотив» в 2017 году) — он становится претендентом на участие Лиги Европы (ЛЕ).
- Если обладателем Кубка России становится клуб, и так попавший в еврокубки по итогам чемпионата (последний прецедент — «Зенит» в 2020 году), обладателем путёвки в Лигу Европы становится клуб, занявший первое нееврокубковое место в премьер-лиге (в настоящий момент — шестое)[25]. Таким клубом по итогам сезона 2019/20 стало «Динамо» (Москва).
- В 2018 году случился прецедент смешанного случая: обладатель Кубка России «Тосно» не попал в еврокубки через национальный чемпионат, однако путёвку в Лигу Европы всё равно получил клуб, занявший высшее нееврокубковое место в чемпионате — «Уфа». Это произошло вследствие того, что сначала «Тосно» не получил лицензию УЕФА на еврокубковые соревнования, а затем был расформирован.

До сезона 2015/16 существовал иной порядок получения путёвки в Лигу Европы в случае, если обладателем Кубка становился клуб-обладатель «чемпионатной» путёвки в еврокубки:
- Если обладателем Кубка становился клуб, прошедший по итогам чемпионата в Лигу чемпионов, а второй финалист не имел путёвки в еврокубки, путёвка доставалась второму финалисту турнира (последний прецедент — соответственно ЦСКА и «Алания» в 2011 году).
- Если оба финалиста Кубка попадали по итогам чемпионата в еврокубки (последний прецедент — ЦСКА и «Анжи» в 2013 году), а также в случае если независимо от второго финалиста обладателем Кубка становился клуб-обладатель путёвки в ЛЕ по итогам ЧР (последний прецедент — ЦСКА в 2008 году) участником ЛЕ становился клуб, занявший первое нееврокубковое место в чемпионате.

Примечание. До сезона 1998/99 существовал Кубок обладателей кубков (являвшийся вторым по значимости европейским клубным турниром после Лиги/Кубка чемпионов), обладатель кубка попадал туда. В случае, если обладатель кубка уже имел путёвку в Лигу чемпионов по итогам чемпионата, то путёвку в Кубок обладателей кубков получал финалист кубка.

## Финалы
Кубок России разыгрывается с 1992 года. Результаты финальных матчей:
| Дата                  | Победитель | Счёт              | Финалист                                                                                                | Стадион            | Город           | Зрители | Главный судья            |
| --------------------- | --- | ----------------- | --- | ------------------ | --------------- | ------- | ------------------------ |
| 13 июня 1993 Детально | Торпедо (М) (1) · 8′ Н. Савичев · Пенальти: Афанасьев · Новгородов · Пазёмов · Арефьев · Ульянов              | 1:1 д.в. 5:3 пен. | ЦСКА · 18′ Файзулин · Пенальти: Антонович · Дудник · Минько · Мамчур                                    | Лужники            | Москва          | 25 000  | Сергей Хусаинов          |
| 22 мая 1994 Детально  | Спартак (М) (1) · 6′ Ледяхов · 11′ Карпин · Пенальти: Ледяхов · Онопко · Тернавский · Аленичев                | 2:2 д.в. 4:2 пен. | ЦСКА · 39′ Радимов · 58′ Быстров · Пенальти: Гришин · Бушманов · Куприянов · Быстров                    | Лужники            | Москва          | 35 000  | Сергей Анохин            |
| 14 июня 1995 Детально | Динамо (М) (1) · Пенальти: Некрасов · Ишкинин · Саматов · Куценко · Яхимович · Богомолов · Сафронов · Шульгин | 0:0 д.в. 8:7 пен. | Ротор · Пенальти: Веретенников · Бондарь · Бурлаченко · Меньщиков · Тройнин · Нечай · Жуненко · Корниец | Лужники            | Москва          | 20 000  | Игорь Синер              |
| 11 мая 1996 Детально  | Локомотив (М) (1) · 10′, 43′ Косолапов · 85′ Дроздов                                                          | 3:2               | Спартак (М) · 22′ Липко · 30′ Никифоров                                                                 | Динамо             | Москва          | 20 000  | Николай Левников         |
| 11 июня 1997 Детально | Локомотив (М) (2) · 25′ Смирнов · 78′ Харлачёв                                                                | 2:0               | Динамо (М)                                                                                              | Торпедо            | Москва          | 13 800  | Владимир Овчинников      |
| 7 июня 1998 Детально  | Спартак (М) (2) · 86′ Тихонов                                                                                 | 1:0               | Локомотив (М)                                                                                           | Лужники            | Москва          | 38 000  | Лом-Али Ибрагимов        |
| 26 мая 1999 Детально  | Зенит (1) · 57′, 59′ Панов · 65′ Максимюк                                                                     | 3:1               | Динамо (М) · 26′ Писарев                                                                                | Лужники            | Москва          | 22 000  | Николай Фролов           |
| 21 мая 2000 Детально  | Локомотив (М) (3) · 41′ Евсеев · 96′ Булыкин · 113′ Цымбаларь                                                 | 3:2 д.в.          | ЦСКА · 32′ Семак · 120′ Корнаухов                                                                       | Динамо             | Москва          | 26 000  | Николай Левников         |
| 20 июня 2001 Детально | Локомотив (М) (4) · 90+4′ Джанашия · Пенальти: Измайлов · Лекхето · Чугайнов · Маминов · Лоськов              | 1:1 д.в. 4:3 пен. | Анжи · 90′ Сирхаев Пенальти: Агаларов · Акаев · Сирхаев · Рахимич · Яскович                             | Динамо             | Москва          | 8 500   | Валентин Иванов          |
| 12 мая 2002 Детально  | ЦСКА (1) · 30′ Соломатин · 52′ Яновский                                                                       | 2:0               | Зенит                                                                                                   | Лужники            | Москва          | 48 000  | Юрий Чеботарёв           |
| 15 июня 2003 Детально | Спартак (М) (3) · 28′ Титов                                                                                   | 1:0               | Ростов                                                                                                  | Локомотив          | Москва          | 25 000  | Игорь Егоров             |
| 29 мая 2004 Детально  | Терек (1) · 90+2′ Федьков                                                                                     | 1:0               | Крылья Советов                                                                                          | Локомотив          | Москва          | 17 000  | Николай Иванов           |
| 29 мая 2005 Детально  | ЦСКА (2) · 68′ Жирков                                                                                         | 1:0               | Химки                                                                                                   | Локомотив          | Москва          | 25 000  | Альмир Каюмов            |
| 20 мая 2006 Детально  | ЦСКА (3) · 43′, 90+3′ Жо · 90′ Вагнер Лав                                                                     | 3:0               | Спартак (М)                                                                                             | Лужники            | Москва          | 67 000  | Валентин Иванов (2)      |
| 27 мая 2007 Детально  | Локомотив (М) (5) · 102′ О’Коннор                                                                             | 1:0 д.в.          | Москва                                                                                                  | Лужники            | Москва          | 50 000  | Юрий Баскаков            |
| 17 мая 2008 Детально  | ЦСКА (4) · 65′ Вагнер Лав · 75′ Жо Пенальти: Жирков · Вагнер Лав · Жо · Янчик                                 | 2:2 д.в. 4:1 пен. | Амкар · 57′ Дринчич · 64′ Дуймович Пенальти: Дринчич · Кушев · Дуймович                                 | Локомотив          | Москва          | 24 000  | Станислав Сухина         |
| 31 мая 2009 Детально  | ЦСКА (5) · 90+2′ Алдонин                                                                                      | 1:0               | Рубин                                                                                                   | Арена Химки        | Химки           | 13 000  | Станислав Сухина (2)     |
| 16 мая 2010 Детально  | Зенит (2) · 60′ (пен.) Широков                                                                                | 1:0               | Сибирь                                                                                                  | Олимп-2            | Ростов-на-Дону  | 15 840  | Александр Колобаев       |
| 22 мая 2011 Детально  | ЦСКА (6) · 13′, 69′ Думбия                                                                                    | 2:1               | Алания · 23′ Неко                                                                                       | Шинник             | Ярославль       | 12 900  | Владислав Безбородов     |
| 9 мая 2012 Детально   | Рубин (1) · 78′ Р. Ерёменко                                                                                   | 1:0               | Динамо (М)                                                                                              | Центральный        | Екатеринбург    | 26 700  | Михаил Вилков            |
| 1 июня 2013 Детально  | ЦСКА (7) · 9′ Муса Пенальти: Мамаев · В. Березуцкий · Муса · Вагнер Лав · Думбия                              | 1:1 д.в. 4:3 пен. | Анжи · 74′ Диарра Пенальти: Буссуфа · Жирков · Виллиан · Жусилей · Это’о                                | Ахмат-Арена        | Грозный         | 30 500  | Александр Егоров         |
| 8 мая 2014 Детально   | Ростов (1) Пенальти: Милич · Полоз · Дьяков · Синама-Понголь · Дзюба · Гацкан · Лоло                          | 0:0 д.в. 6:5 пен. | Краснодар Пенальти: Гранквист · Абреу · Лаборде · Жоаозиньо · Ари · Сигурдссон · Газинский              | Анжи-Арена         | Каспийск        | 19 500  | Сергей Карасёв           |
| 21 мая 2015 Детально  | Локомотив (М) (6) · 73′ Ниассе · 104′ Буссуфа · 111′ Ал. Миранчук                                             | 3:1 д.в.          | Кубань · 28′ Игнатьев                                                                                   | Центральный        | Астрахань       | 16 000  | Владислав Безбородов (2) |
| 2 мая 2016 Детально   | Зенит (3) · 34′ (пен.), 63′ (пен.) Халк · 55′ Кокорин · 70′ Юсупов                                            | 4:1               | ЦСКА · 36′ Оланаре                                                                                      | Казань Арена       | Казань          | 36 562  | Александр Егоров (2)     |
| 2 мая 2017 Детально   | Локомотив (М) (7) · 76′ И. Денисов · 90′ Ал. Миранчук                                                         | 2:0               | Урал | Фишт               | Сочи            | 24 500  | Алексей Николаев         |
| 9 мая 2018 Детально   | Тосно (1) · 11′ Скворцов · 80′ Мирзов                                                                         | 2:1               | Авангард · 16′ Киреев                                                                                   | Волгоград Арена    | Волгоград       | 40 373  | Сергей Карасёв (2)       |
| 22 мая 2019 Детально  | Локомотив (М) (8) · 27′ Баринов                                                                               | 1:0               | Урал | Самара Арена       | Самара          | 38 018  | Сергей Лапочкин          |
| 25 июля 2020 Детально | Зенит (4) · 84′ (пен.) Дзюба                                                                                  | 1:0               | Химки                                                                                                   | Екатеринбург Арена | Екатеринбург    | 3 408   | Владимир Москалёв        |
| 12 мая 2021 Детально  | Локомотив (М) (9) · 14′ Камано · 48′ (пен.) Смолов · 84′ Мурило                                               | 3:1               | Крылья Советов · 22′ Сарвели                                                                            | Нижний Новгород    | Нижний Новгород | 20 808  | Сергей Иванов            |
| 29 мая 2022 Детально  | Спартак (М) (4) · 10′ Соболев · 72′ Промес                                                                    | 2:1               | Динамо (М) · 55′ Захарян                                                                                | Лужники            | Москва          | 69 306  | Кирилл Левников          |
| 11 июня 2023 Детально | ЦСКА (8) · 32′ (пен.) Чалов Пенальти: Чалов · Дивеев · Мойзес · Гайич · Медина · Карраскаль · Заболотный      | 1:1 6:5 пен.      | Краснодар · 50′ Кордоба Пенальти: Сперцян · Ахметов · Кордоба · Баши · Алонсо · Рамирес · Олусегун      | Лужники            | Москва          | 53 425  | Владислав Безбородов (3) |
| 2 июня 2024 Детально  | Зенит (5) · 80′ Нино · 90+5′ Алип                                                                             | 2:1               | Балтика · 40′ А. Фернандес                                                                              | Лужники            | Москва          | 41 776  | Сергей Карасёв (3)       |
| 1 июня 2025 Детально  | ЦСКА (9) Пенальти: Пьянич · Дивеев · Обляков · Кисляк · Гайич                                                 | 0:0 4:3 пен.      | Ростов Пенальти: Байрамян · Комличенко · Сутормин · Сако · Осипенко                                     | Лужники            | Москва          | 57 176  | Кирилл Левников (2)      |

### Стадионы, принимавшие финалы
- «Лужники», Москва — 12: 1993, 1994, 1995, 1998, 1999, 2002, 2006, 2007, 2022, 2023, 2024, 2025
- «Локомотив», Москва — 4: 2003, 2004, 2005, 2008
- «Динамо», Москва — 3: 1996, 2000, 2001
- «Екатеринбург Арена», Екатеринбург — 2: 2012, 2020
- «Торпедо», Москва — 1: 1997
- «Арена Химки», Химки — 1: 2009
- «Олимп-2», Ростов-на-Дону — 1: 2010
- «Шинник», Ярославль — 1: 2011
- «Ахмат-Арена», Грозный — 1: 2013
- «Анжи-Арена», Каспийск — 1: 2014
- «Центральный», Астрахань — 1: 2015
- «Казань Арена», Казань — 1: 2016
- «Фишт», Сочи — 1: 2017
- «Волгоград Арена», Волгоград — 1: 2018
- «Самара Арена», Самара — 1: 2019
- «Нижний Новгород», Нижний Новгород — 1: 2021

## Достижения

### По клубам
| Клуб           | Победитель | Годы                                                 | Финалист | Годы                   |
| -------------- | ---------- | ---------------------------------------------------- | -------- | ---------------------- |
| ЦСКА           | 9          | 2002, 2005, 2006, 2008, 2009, 2011, 2013, 2023, 2025 | 4        | 1993, 1994, 2000, 2016 |
| Локомотив      | 9          | 1996, 1997, 2000, 2001, 2007, 2015, 2017, 2019, 2021 | 1        | 1998                   |
| Зенит          | 5          | 1999, 2010, 2016, 2020, 2024                         | 1        | 2002                   |
| Спартак        | 4          | 1994, 1998, 2003, 2022                               | 2        | 1996, 2006             |
| Динамо         | 1          | 1995                                                 | 4        | 1997, 1999, 2012, 2022 |
| Ростов         | 1          | 2014                                                 | 2        | 2003, 2025             |
| Рубин          | 1          | 2012                                                 | 1        | 2009                   |
| Торпедо        | 1          | 1993                                                 | —        | —                      |
| Терек          | 1          | 2004                                                 | —        | —                      |
| Тосно          | 1          | 2018                                                 | —        | —                      |
| Анжи           | —          | —                                                    | 2        | 2001, 2013             |
| Урал           | —          | —                                                    | 2        | 2017, 2019             |
| Химки          | —          | —                                                    | 2        | 2005, 2020             |
| Крылья Советов | —          | —                                                    | 2        | 2004, 2021             |
| Краснодар      | —          | —                                                    | 2        | 2014, 2023             |
| Ротор          | —          | —                                                    | 1        | 1995                   |
| Москва         | —          | —                                                    | 1        | 2007                   |
| Амкар          | —          | —                                                    | 1        | 2008                   |
| Сибирь         | —          | —                                                    | 1        | 2010                   |
| Алания         | —          | —                                                    | 1        | 2011                   |
| Кубань         | —          | —                                                    | 1        | 2015                   |
| Авангард       | —          | —                                                    | 1        | 2018                   |
| Балтика        | —          | —                                                    | 1        | 2024                   |

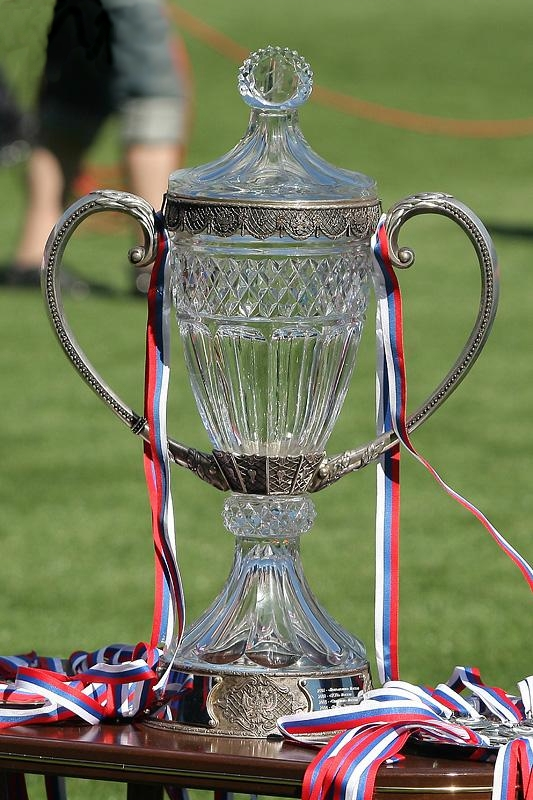
Кубок России

Неоднократно (по состоянию на 2022 год — 16 раз), обладатель трофея выбывал на первой же для себя стадии следующего розыгрыша, в ещё одном случае, в 2018 году, обладатель кубка не вышел на старт следующего розыгрыша, так как прекратил своё существование.

### По городам
Количество выигранных Кубков России по географическому принципу.
| Кол-во кубков | Город                 | Команда                                   |
| ------------- | --------------------- | ----------------------------------------- |
| 24            | Москва                | ЦСКА, Локомотив, Спартак, Торпедо, Динамо |
| 5             | Санкт-Петербург       | Зенит                                     |
| 1             | Казань                | Рубин                                     |
| 1             | Ростов-на-Дону        | Ростов                                    |
| 1             | Грозный               | Терек                                     |
| 1             | Ленинградская область | Тосно                                     |

### По игрокам
Рекордсмены среди футболистов по количеству выигранных Кубков России. Выделены действующие игроки.
| Побед | Игрок                                           | Годы                                           |
| ----- | ----------------------------------------------- | ---------------------------------------------- |
| 8     | Игорь Акинфеев (ЦСКА)                           | 2005, 2006, 2008, 2009, 2011, 2013, 2023, 2025 |
| 7     | Сергей Игнашевич («Локомотив» — 1, ЦСКА — 6)    | 2001, 2005, 2006, 2008, 2009, 2011, 2013       |
| 7     | Алексей Березуцкий (ЦСКА)                       | 2002, 2005, 2006, 2008, 2009, 2011, 2013       |
| 7     | Василий Березуцкий (ЦСКА)                       | 2002, 2005, 2006, 2008, 2009, 2011, 2013       |
| 7     | Элвир Рахимич (ЦСКА)                            | 2002, 2005, 2006, 2008, 2009, 2011, 2013       |
| 6     | Дейвидас Шемберас (ЦСКА)                        | 2002, 2005, 2006, 2008, 2009, 2011             |
| 6     | Вагнер Лав (ЦСКА)                               | 2005, 2006, 2008, 2009, 2011, 2013             |
| 6     | Юрий Жирков (ЦСКА — 4, «Зенит» — 2)             | 2005, 2006, 2008, 2009, 2016, 2020             |
| 5     | Игорь Чугайнов («Торпедо» — 1, «Локомотив» — 4) | 1993, 1996, 1997, 2000, 2001                   |
| 5     | Андрей Соломатин («Локомотив» — 4, ЦСКА — 1)    | 1996, 1997, 2000, 2001, 2002                   |
| 5     | Владимир Маминов («Локомотив»)                  | 1996, 1997, 2000, 2001, 2007                   |
| 5     | Евгений Алдонин (ЦСКА)                          | 2005, 2006, 2008, 2009, 2011                   |
| 5     | Чиди Одиа (ЦСКА)                                | 2005, 2006, 2008, 2009, 2011                   |

 Тимофей Маргасов — единственный обладатель Кубка в составе трёх команд — «Ростов» (2014), «Локомотив» (2017), «Тосно» (2018).

### По тренерам
Тренеры, выигрывавшие Кубок России. Выделены действующие тренеры.
| Побед | Тренер                                    | Годы                               |
| ----- | ----------------------------------------- | ---------------------------------- |
| 6     | Юрий Сёмин («Локомотив»)                  | 1996, 1997, 2000, 2001, 2017, 2019 |
| 4     | Валерий Газзаев (ЦСКА)                    | 2002, 2005, 2006, 2008             |
| 3     | Олег Романцев («Спартак»)                 | 1994, 1998, 2003                   |
| 2     | Леонид Слуцкий (ЦСКА)                     | 2011, 2013                         |
| 2     | Сергей Семак («Зенит»)                    | 2020, 2024                         |
| 2     | Марко Николич («Локомотив» — 1, ЦСКА — 1) | 2021, 2025                         |

Черевченко, Парфёнов и Семак выигрывали Кубок и как игроки, и как тренеры.
| Фамилия          | Всего      | Всего    | Тренер     | Тренер     | Тренер   | Тренер | Игрок      | Игрок                  | Игрок    | Игрок |
| Фамилия          | Победитель | Финалист | Победитель | Сезон      | Финалист | Сезон  | Победитель | Сезон                  | Финалист | Сезон |
| ---------------- | ---------- | -------- | ---------- | ---------- | -------- | ------ | ---------- | ---------------------- | -------- | ----- |
| Игорь Черевченко | 5          | 1        | 1          | 2015       | —        | —      | 4          | 1996, 1997, 2000, 2001 | 1        | 1998  |
| Сергей Семак     | 3          | 1        | 2          | 2020, 2024 | —        | —      | 1          | 2002                   | 1        | 2000  |
| Дмитрий Парфёнов | 2          | 1        | 1          | 2018       | 1        | 2019   | 1          | 1998                   | —        | —     |

### Лучшие бомбардиры финалов
Рекордсмены среди игроков по количеству голов в финалах Кубков России.
| Голов | Игрок            | Годы               | Команда   |
| ----- | ---------------- | ------------------ | --------- |
| 3     | Жо               | 2006 (2), 2008 (1) | ЦСКА      |
| 2     | Александр Панов  | 1999               | Зенит     |
| 2     | Вагнер Лав       | 2006, 2008         | ЦСКА      |
| 2     | Сейду Думбия     | 2011               | ЦСКА      |
| 2     | Алексей Миранчук | 2015, 2017         | Локомотив |
| 2     | Халк             | 2016               | Зенит     |

## Достижения команд из низших лиг
Высшая лига/высший дивизион (РПЛ)
- «Тосно» — единственная команда из высшей лиги (причём будучи дебютантом), которая выходила в финал и при этом его выигрывала, но по итогам сезона выбывала в первую лигу; через месяц после финала команда прекратила существование.
- «Алания» — также выходила в финал (проигран), но по итогам сезона выбывала в первую лигу (на начало турнира команда была участником высшей лиги, но в финале играла уже как участник первой лиги).
- В кубке 2002/03 в 1/2 финала вышел «Анжи», который по итогам прошедшего сезона также вылетал из высшей лиги, а в полуфинале играл уже в ранге участника первой лиги.
- В кубке 2006/07 «Москва» дошла до финала, но там проиграла «Локомотиву» со счётом 1:0.

Первая лига/первый дивизион (ФНЛ)
- «Терек» — единственная команда не из высшей лиги, выигравшая Кубок — в 2004 году.
- Помимо «Терека», ещё 4 команды из первой лиги выходили в финал: «Химки» в 2005, «Сибирь» (Новосибирск) в 2010 (причём на начало турнира новосибирская команда играла в первой лиге, а в финале играла уже как участница высшей лиги), «Авангард» (Курск) в 2018 году и «Крылья Советов» (Самара) в 2021 году (к финалу «Крылья Советов» досрочно победили в первенстве). Также в 2020 году «Химки» во второй раз вышли в финал, на момент начала турнира они были командой ФНЛ, а ко времени заключительных матчей розыгрыша Кубка по итогам досрочно завершившегося (из-за пандемии коронавируса) Первенства ФНЛ получили право на переход в премьер-лигу.
- До 1/2 финала в 2007 году дошёл «Динамо-Брянск» (в сезоне 2006/07), но уступил «Москве» по очным встречам (дома 1:1, в гостях 0:1).
- В сезоне 2022/23 «Акрон» дошёл до 1-го этапа финала Пути регионов, выбив из розыгрыша 4 команды премьер-лиги (московские «Торпедо», «Локомотив», «Динамо» и «Спартак»).

Вторая лига/второй дивизион (ПФЛ)
- До 1/4 финала добиралось 6 команд из третьего по силе дивизиона: «Торпедо» Арзамас (в сезоне 1994/95), «Анжи» (1995/96), «Рубин» (1997/98), «Волга» Тверь, «Мордовия» (обе в сезоне 2009/10) и «Тосно» (2013/14). «Торпедо», «Рубин» и «Мордовия» начинали турнир во второй лиге, а заканчивали уже участниками первой лиги (система «весна-осень»); «Тосно» добилось повышение в классе по итогам того же сезона (уже при системе «осень-весна»).

Третья лига (профессионалы; 1994—1997)
- До стадии 1/8 финала доходили две команды из третьей (профессиональной) лиги: «Ангушт» Малгобек (в сезоне 1995/96) и «Орёл» (в сезоне 1996/97). Обе команды добивались повышения в классе в соответствующий период («Орёл» проводил матч 1/8 финала, проходивший весной 1997 года, уже в статусе команды второй лиги).

Третий и четвёртый дивизионы, медиафутбол (любители)
- Пять раз любительские клубы добирались до стадии 1/32 финала: «Белогорск» из третьего дивизиона и «Шахтёр» Пешелань из чемпионата Нижегородской области (четвёртый дивизион; обе команды в сезоне 2015/16, стартовавшие на один раунд позже), «СтавропольАгроСоюз» Невинномысск (чемпионат Ставропольского края) в сезоне 2022/23, а также медийные команды 2DROTS в сезоне 2023/24 и «Амкал» в сезоне 2024/25.

### Прочие достижения
- Самая крупная победа 10:0 зафиксирована в пользу «Крыльев Советов» против команды «Знамя» (22 сентября 2021)[31].
- Самая крупная победа на выезде 10:0 зафиксирована в пользу «Крыльев Советов» против команды «Знамя» (22 сентября 2021)[31].
- Больше всего мячей в одном матче (10) забила команда «Крылья Советов» в ворота команды «Знамя» (22 сентября 2021)[31].
- Самый результативный матч (12 мячей в одном матче) состоялся между командами «Зенит» и «Динамо» (8 августа 2007).
- Самым молодым футболистом (16 лет, 9 месяцев и 5 дней), забившим гол в Кубке, является Джано Ананидзе («Спартак», 15 июля 2009)[32].
- Самый молодой автор (16 лет, 10 месяцев) дубля в ворота соперников — Сергей Пиняев («Крылья Советов», 22 сентября 2021)[32].

## Трансляции на ТВ
В 1990-е годы трансляции матчей Кубка России осуществлялись 1-м каналом Останкино, ОРТ и РТР, некоторые матчи показывались на «Петербург — Пятом канале», а также, в 2000-е годы — на ТВЦ, REN-TV, 100ТВ и 7ТВ. Затем в течение длительного времени игры транслировались каналами «НТВ-Плюс», а «Первый канал», до 2001 года включительно чередуясь с РТР, мог показывать лишь финалы (с преимущественным показом их в прямом эфире на «НТВ-Плюс»), в 2008 году финал в прямом эфире показал «ТВ Центр». В 2010-е годы права на трансляции матчей принадлежали ВГТРК (каналы «Спорт 1», «Спорт-2» и «Россия-2»), с созданием субхолдинга «Матч!» они перешли к нему (ряд игр показываются в том числе на телеканале «Матч ТВ»). Показ матчей осуществлялся как правило со стадии, с которой вступают в борьбу клубы высшего дивизиона, в 2022 году в прямом эфире федерального телеканала («Матч ТВ») впервые были показаны матчи самых ранних стадий с участием медийных команд. Также игры могут показываться на местных телеканалах и транслироваться в интернете. 4 сентября 2019 года впервые в прямом телевизионном эфире (на «Матч ТВ») была показана жеребьёвка российского футбольного турнира — Кубка России 2019/20. 16 сентября 2020 года стало известно о заключении РФС соглашения с макетинговой компанией «Телеспорт» о трансляциях матчей сезонов 2020/21 и 2021/22, в соответствии с которым часть матчей показывается на телеканалах 1-го и 2-го мультиплексов.